# Королевская академия музыки (консерватория, Лондон)
Королевская академия музыки (англ. Royal Academy of Music) — консерватория расположенная в Лондоне. Является старейшим высшим учебным заведением Великобритании музыкального профиля. С 1999 года находится в структуре Лондонского университета. Согласно британским законам Королевская академия музыки имеет также статус благотворительной организации.

## История
Была основана в 1822 году по инициативе лорда Бургерша как частная школа. В 1830 году была взята под покровительство королевского дома и получила современное название; первый директор – У. Кротч. Одним из её основателей был французский арфист-виртуоз Николя Бокса.
Первое здание академии располагалось на улице Тентерден, на площади Ганновер. Современное здание музыкальной академии находится в самом центре британской столицы, рядом с Риджентс-парком; в 1911 году академия переехала в здание, построенное за 51 000 фунтов стерлингов на месте детского дома и спроектированное Эрнестом Джорджем. В конце XX века академия существенно расширилась.
Академия имеет собственный музей, в котором хранится, в частности, коллекция старинных струнных инструментов (1650—1740), фортепиано (1790—1850 гг.), а также рукописи Генри Пёрселла, Феликса Мендельсона, Ференца Листа, Иоганнеса Брамса и других знаменитых музыкантов.
Среди выпускников академии, в частности, были: Джон Барбиролли, Джон Пейке Гулла, Элтон Джон, Энни Леннокс, Майкл Найман, Саймон Рэттл, Артур Салливан, Инга Кална, Джейкоб Кольер.